# Armin Dillenberger
Armin Dillenberger (* 2. Dezember 1957 in Braubach) ist ein deutscher Schauspieler und Theaterdarsteller.

## Leben
Nach einer abgeschlossenen kaufmännischen Berufsausbildung und dem Abitur am Zweiten Bildungsweg absolvierte Dillenberger seine Schauspielausbildung in Frankfurt, Berlin und in New York.
Seit 1981 hat Dillenberger regelmäßig Theaterengagements. So war er unter anderem Teil der Bad Hersfelder Festspiele, spielte am Hans Otto Theater, dem Volkstheater Frankfurt, dem Hessischen Staatstheater Wiesbaden, dem Schauspiel Leipzig, dem Theater Aachen oder dem Düsseldorfer Schauspielhaus.
Dillenberger war ab 1984 (Kassensturz) in einem guten Dutzend Kinofilme zu sehen und spielte zudem in unzähligen Fernsehproduktionen mit. Gastauftritte hatte er beispielsweise in Der Fahnder, Hinter Gittern – Der Frauenknast, Bella Block, Liebling Kreuzberg, Tatort, Wolffs Revier, Berlin, Berlin, Notruf Hafenkante und Großstadtrevier.
Dillenberger lebt abwechselnd in Berlin und Leipzig.

## Filmografie (Auswahl)
Kino
- 1984: Kassensturz
- 1993: Wir können auch anders …
- 1997: 23 – Nichts ist so wie es scheint
- 2000: Josephine
- 2000: Heidi M.
- 2002: Was nicht passt, wird passend gemacht
- 2003: Mouth to Mouth
- 2003: Good Bye, Lenin!
- 2004: Die blaue Grenze
- 2005: Hitlerkantate
- 2011: Der Philatelist
- 2011: Die Quellen des Lebens

Fernsehen
- 1995: Der Verräter
- 1997: Hinter Gittern – Der Frauenknast
- 1998: Bella Block: Geflüsterte Morde
- 1998: Adelheid und ihre Mörder – Mango Mortale
- 1999, 2003: SOKO Köln (Fernsehserie, 2 Folgen)
- 1999  Der Clown – Der Rattenfänger S03E08 (als Hr.Hausschild)
- 2000: Jahrestage
- 2000: Solange wir lieben
- 2001: Null Uhr 12
- 2001: Hanna – Wo bist du?
- 2002: Kehrwoche
- 2002: Tatort – Oskar
- 2003: Berlin, Berlin
- 2003: Küssen verboten, Baggern erlaubt
- 2004: Der Schwimmer
- 2004: Das allerbeste Stück
- 2004: Feuer in der Nacht
- 2005: Polizeiruf 110 – Vergewaltigt
- 2005, 2008: Ein Fall für zwei
- 2006: Abschnitt 40
- 2007: Notruf Hafenkante
- 2007: Die Überflüssigen
- 2009: Kinder des Sturms
- 2009: Stubbe – Von Fall zu Fall: In den Nebel
- 2010: Allein gegen die Zeit
- 2010, 2011: Stubbe – Von Fall zu Fall
- 2010: Weissensee
- 2010: Notruf Hafenkante – Geisterstunde
- 2011: Anna und die Liebe (Folgen 744–752 und 784)
- 2011: Neues aus Büttenwarder
- 2011: Herzflimmern – Die Klinik am See (3 Folgen)
- 2011: Großstadtrevier
- 2012: Flemming: Das Spiel der Füchse
- 2013: Notruf Hafenkante – Beinhart
- 2014: Herzensbrecher – Vater von vier Söhnen (Fernsehserie, Folge Lost & Found)
- 2015: Heldt (Fernsehserie, Folge Alles hat ein Ende …)
- 2019: SOKO Stuttgart (Fernsehserie, Folge Ganz allein)

## Theater
- 1981–1982: Städtische Bühnen Frankfurt
- 1984–1985: Alliance Theatre, englischsprachige Theatercompanie; Bayerisches Staatstheater München
- 1988–1990: Schauspielhaus Düsseldorf
- 1990–1992: Freie Volksbühne Berlin
- 1998–2000: Berliner Ensemble
- 2005–2008: Schauspiel Leipzig
- 2011: Tourneetheater Landgraf